# Мамонов, Николай Васильевич
Мамонов Николай Васильевич (27.09.1919, д. Пашенино ныне Сокольского района Вологодской области — 26.10.1944, Польша) — советский военный. В годы Великой Отечественной войны командир 331-го стрелкового полка 96-й стрелковой дивизии. Подполковник. Герой Советского Союза (1945, посмертно).

## Биография
Окончил Сокольский молочный техникум.
Звание Героя Советского Союза присвоено посмертно 24.03.1945 года за прорыв обороны противника севернее Пултуска и форсирование реки Пелта.

А бывший город Хайлигенбайль носит имя Н. В. Мамонова. Возглавляемый им 331-й стрелковый полк, наряду с другими нашими частями, взломал у этого города мощный узел вражеского сопротивления. Николай Васильевич погиб смертью героя, спасая жизнь своего подчиненного. Прах гвардии полковника Мамонова перевезен в город его имени.
— Дважды Герой Советского Союза  Маршал Советского Союза  Василевский А.М.  Дело всей жизни.   —  М: Политиздат, 1975. — с. 513.
Похоронен в городе Мамоново Калининградской области.
Награждён орденами Ленина, Красного Знамени, Кутузова 3-й степени, Александра Невского, Красной Звезды.

## Память
- В честь Н. В. Мамонова в 1947 году бывший прусский город Хайлигенбайль был переименован в Мамоново. Его именем также названа река Мамоновка.
- Бюсты Н. В. Мамонова установлены в Калининграде (на территории специального моторизованного полка войск национальной гвардии Российской Федерации) и в городе Мамоново Калининградской области.
- Памятник Героям Советского Союза Н. В. Мамонову и С. Н. Орешкову установлен в городе Сокол Вологодской области[1].
- В честь Н. В. Мамонова названа улица в городе Сокол.
- В честь Н. В. Мамонова появился 17-метровый портрет в городе Сокол на улице Советской на доме №66 (Автором выступил вологодский художник Олег Иванов)
- Навечно зачислен в списки 1-й роты 1-го батальона курсантов Саратовского военного института войск национальной гвардии[2]

Памятник Героям Советского Союза Н. В. Мамонову и С. Н. Орешкову в городе Сокол
Барельеф Н. В. Мамонова на памятнике в городе Сокол